# Pseudosmittia digitata
Pseudosmittia digitata är en tvåvingeart som beskrevs av Ole Anton Saether 1981. Pseudosmittia digitata ingår i släktet Pseudosmittia och familjen fjädermyggor. Inga underarter finns listade i Catalogue of Life.